# Manthos Kaloudis
Mattheos „Manthos“ Kaloudis (griechisch Ματθαίος «Μάνθος» Καλούδης, * 1911; † 1990) war ein griechischer Radrennfahrer und nationaler Meister im Radsport.

## Sportliche Laufbahn
Kaloudis war im Straßenradsport und im Bahnradsport aktiv. Er war Teilnehmer der Olympischen Sommerspiele 1948 in London. Das olympische Straßenrennen beendete er nicht. Griechenland kam mit Petros Leonidis, Evangelos Kouvelis und Manthos Kaloudis nicht in die Mannschaftswertung, da kein Fahrer das Rennen beendete. Im Sprint unterlag er im Hoffnungslauf gegen Mario Masanés. Nachdem er seinen Vorlauf versäumt hatte, durfte er im Hoffnungslauf antreten. Er war der einzige Grieche, der im Bahnradsport startete.
1937 wurde er nationaler Meister im Straßenrennen. 1947 war er Vizemeister hinter Petros Leonidis geworden.